# Bjeloglava mišjakinja
Bjeloglava mišjakinja (lat. Colius leucocephalus) je vrsta ptice iz porodice mišjakinja. 

## Rasprostranjenost
Živi u sjeveroistočnoj Africi, gdje obitava na jugu Somalije i dijelovima Kenije, s rasponom koji se širi u južnu Etiopiju i sjevernu Tanzaniju. Nastanila se u suhim grmovitim područjima, s do 1.400 metara nadmorske visine.

## Opis
Duga je oko 32 centimetra. Perje joj je uglavnom sivkasto, ponegdje s tragovima crne i bijele boje na leđima, vratu i prsima. Ima bijel greben, kukmu i obraze. Kljun je u svom gornjem dijelu plavkasto-bijele, a u donjem dijelu je smećkasto-žute boje. Kod mladih ptica, grlo i prsa su smećkasto-sive boje. Sjeverna podvrsta (lat. C. l. turneri) je tamnija od južne, monotipične podvrste (lat. C. l. leucocephalus).